# Jakob Zeilfelder
Jakob Zeilfelder (* 29. April 1899 in Mannheim; † 10. Dezember 1971 ebenda) war ein deutscher Fußballspieler, der zumeist als Mittelstürmer beim Mannheimer Stadtteilclub VfL Neckarau in den 1920er-Jahren aktiv gewesen war und für die Mannschaft vom Sportplatz an der Altriper Fähre von 1924 bis 1934 runde 150 Ligatore in der Bezirksliga Rhein/Saar (bis 1933) beziehungsweise 1933/34 in der Gauliga Baden erzielt hat. Der antrittsschnelle Scharfschütze wurde dreimal Torschützenkönig in der Bezirksliga und gewann mit dem VfL Neckarau in den Jahren 1927 und 1929 die Meisterschaft in der Rheinstaffel.

## Sportliche Laufbahn

### Neckarau, bis 1934
Mit 16 Jahren begann die Karriere des Angreifers Jakob Zeilfelder in der 1. Mannschaft der Fvgg 07 Neckarau, einem Vorgängerverein des ab 1921 aus der Taufe gehobenen VfL Neckarau, in der Kreisklasse Odenwald. In der Saison 1923/24 gewann der VfL die Meisterschaft im Neckarkreis und setzte sich in der Aufstiegsrunde zum Rheinbezirk gegen den SV Darmstadt 98, FV Kaiserslautern und SC Germania Ludwigshafen durch. Mittelstürmer Zeilfelder hatte beim entscheidenden Spiel um die Meisterschaft am 2. März 1924 gegen den MFC 08 Lindenhof den Siegtreffer zum 1:0-Erfolg erzielt. Das Schlussdreieck wurde dabei von Torhüter Jean Brucker und dem Verteidigerpaar Karl Brose und Dern gebildet. Der legendäre Mannheimer VfR-Spieler, Trainer und Pädagoge Philipp „Fips“ Rohr erwähnt in seinem Mannemer Fußball- und Mundartbuch aus dem Jahr 1992 dieses Dreigestirn wie folgt: „Heute noch existiert in Neckarau folgender Spruch: ‚Himmel, Arsch und Zwern, Brucker, Brose, Dern. Das war das unvergessene Neckarauer Schlußdreieck, zwischen 1925 und 1935.“ Der blau-weiße Fährmann war aufgrund des Platzes an der Altriper Fähre ein Synonym für die VfL-Fußballer und Rohr führt noch an, „die Neggaraaler hawwe immer en guuder Fußball gschbield“ und der fußballerische Charakter der „Pilwe“ hätte sich durch geradlinig, hart bis „olwer“, aber dabei nicht den Gegner verletzend und anschließend Versöhnung suchend, ausgezeichnet. In der Saison 1925/26 deutete Neckarau mit Sturmführer Zeilfelder mit dem 3. Platz hinter Meister VfR Mannheim und Vizemeister Phönix Ludwigshafen an, dass mit dem VfL zukünftig ernsthaft beim Kampf um die Meisterschaft gerechnet werden musste. Zeilfelder zeichnete sich am 13. September 1925 beim 5:0-Erfolg gegen den SV Waldhof als dreifacher Torschütze aus und erzielte auch beide Tore am 16. April 1926 in Frankfurt beim 2:0-Sieg der Rheinbezirkauswahl gegen den Mainbezirk.
Der Rheinbezirk setzte sich in der Spielzeit 1926/27 erstmals aus zehn Vereinen zusammen. Aus Mannheim traten neben Neckarau noch der VfR, SV Waldhof, SpVgg Sandhofen und MFC Phönix an, dazu FC Phönix Ludwigshafen, FK Pirmasens, SV Darmstadt 98, FG 03 Ludwigshafen und der FV Speyer. Der VfL Neckarau startete am 5. September 1926 mit einem hohen 10:2 gegen Sandhofen in die Runde und belegte nach der Vorrunde mit 13:3 Punkten den 1. Platz, vor Waldhof und dem VfR mit jeweils 10:6 Punkten. Im Verlauf der Rückrunde wurde es an der Tabellenspitze zu einem Dreikampf zwischen Neckarau, dem VfR Mannheim und Phönix Ludwigshafen. Am 23. Januar überrannte der VfL vor 6.000 Zuschauern an der Altriper Fähre den Meisterschaftskonkurrenten Phönix Ludwigshafen mit 7:1. Fünf Tore von Mittelstürmer Zeilfelder machten das Treffen zu einem „Zeilfelder-Festival“. Mit 28:8 Punkten feierten Zeilfelder und Kollegen mit drei Punkten Vorsprung vor dem VfR Mannheim und Phönix Ludwigshafen die Meisterschaft. In den Endrundenspielen um die Süddeutsche Meisterschaft belegte Neckarau den 4. Rang. Am letzten Spieltag, den 3. April 1927, erzielte der VfL-Torjäger beim 6:1-Heimerfolg gegen den VfB Stuttgart drei Tore. Die Titelverteidigung gelang 1927/28 mit einem Punkt Rückstand hinter Waldhof als Vizemeister nicht. Das entscheidende Spiel um die Meisterschaft fand am vorletzten Spieltag, den 25. Dezember 1927 gegen den SV Waldhof statt. Zeilfelder brachte sein Team zwar mit 1:0 in Führung, aber Walz, Skudlarek und Albert Brückl schossen danach den Waldhofsieg heraus. Die Jahre von 1926/27 bis 1931/32 wurden zu der erfolgreichsten Zeit des VfL in der Bezirksliga Rhein. An allen Erfolgen war Mittelstürmer und Torjäger „Jakl“ Zeilfelder maßgeblich beteiligt: Zwei Meisterschaften in den Jahren 1927 und 1929, drei Vizemeisterschaften 1928, 1930 und 1932. Der VfL Neckarau gehörte zu den unbestrittenen Größen im Mannheimer Fußball, aber auch darüber hinaus war die Mannschaft um Sturmführer Zeilfelder mit fünf Teilnahmen an den Endrunden um die süddeutsche Meisterschaft überregional beachtlich vertreten. 
Ab der Saison 1933/34 startete die neue Ligenstruktur mit der Gauliga als Spitze und danach folgend die Bezirksklassen, 1. und 2. Kreisklasse im DFB-Fußball. Mit 10 Vereinen ging die Gauliga Baden an den Start; zum ersten Mal spielten die besten Vereine aus ganz Baden in einer gemeinsamen Spielklasse. Der SV Waldhof, der VfR Mannheim und der VfL Neckarau kamen aus der Bezirksliga Rhein/Saar, Gruppe Rhein, der 1. FC Pforzheim, der FC Germania Brötzingen, die Karlsruher Vereine FC Phönix-Alemannia, VfB Mühlburg und Karlsruher FV sowie die beiden Freiburger Vereine FC und SC hatten zuvor der Bezirksliga Württemberg/Baden, Gruppe Baden angehört. Zeilfelder gehörte am 10. September 1933 der Mannschaft des VfL Neckarau an, mit der die Blau-Weißen das Kapitel Gauliga Baden eröffneten. Er verlor mit Neckarau an der Seite von Mitspielern wie Otto Diringer, Karl Gönner, Hubert Schmitt, Eugen Lauer, Willi Größle, Gottfried Wenzelburger und Siegfried Hessenauer mit 1:2 beim Karlsruher FV. Die beiden Tore für Gastgeber KFV erzielte deren Mittelstürmer Fritz Müller. Nach der Hinrunde belegte der VfL nach zwei Siegen und vier Unentschieden mit acht Punkten den 7. Rang, welchen er auch am Rundenende mit 17:19 Punkten innehatte. Routinier Zeilfelder war in 14 Verbandsspielen aufgelaufen und hatte nochmals für den VfL sechs Tore erzielt. Am Ende seiner langen Spielerkarriere war er zumeist als Rechtsaußen aufgelaufen. Beim deutlichen 6:1-Heimerfolg in der Rückrunde am 7. Januar 1934 gegen den Karlsruher FV hatte er mit Wenzelburger den rechten Flügel gebildet und einen Treffer beigesteuert. Mit der 0:3-Auswärtsniederlage am 25. Februar 1934 beim VfB Mühlburg verabschiedete sich die Neckarauer Offensivlegende aus dem Pflichtspielbetrieb. Bei Kirn/Natan wird festgehalten, „dass Zeilfelder ein Mittelstürmer vom Schlag der Willi Winkler und Paul Lipponer gewesen wäre und als sein Stern erlosch, erlosch auch der Stern der Neckarauer.“

### Auswahlspiele
Bei Zeilinger ist sein erster Einsatz in der Stadtauswahl von Mannheim beim Spiel am 11. Mai 1922 gegen Ludwigshafen (1:1) festgehalten. Am 8. Mai 1927 erzielte der Neckarauer Torjäger beim Städtespiel von Mannheim gegen Hanau (3:3) zwei Tore. Im Meisterschaftsjahr 1926/27 kam er auch am 19. Juni 1927 in Frankfurt in der Auswahl von Süddeutschland bei einem 4:2-Erfolg gegen Norddeutschland zum Einsatz. Er erzielte an der Seite der Mitspieler Georg Kießling, Georg Frank, Andreas Franz und Karl Auer einen Treffer. Er gehörte dem erweiterten Kader für die Olympischen Spiele 1928 in Amsterdam an und nahm in der Vorbereitung an zwei Testspielen teil: Am 6. Januar 1928 in München gegen Südbayern agierte er an der Seite von Baptist Reinmann, Willi Rutz, Richard Hofmann und Ludwig Hofmann als Mittelstürmer und erzielte bei einem 3:1-Erfolg einen Treffer. Zwei Tage später gewann die Olympiaauswahl in Nürnberg mit 4:3 gegen Nordbayern. Für den endgültigen DFB-Kader für das Olympiaturnier wurde er aber nicht nominiert. Er stand in der Elf von Süddeutschland, welche am 13. Oktober 1929 in Magdeburg mit 2:5 gegen die Auswahl von Mitteldeutschland verlor. Die Farben von Mannheim vertrat der Neckarauer auch noch 1932 in Spielen gegen Budapest (2:3) und gegen den FC Birmingham. Beim 2:1-Erfolg vor 12.000 Zuschauern gegen die englischen Profis stürmte er auf Rechtsaußen an der Seite von Mittelstürmer Otto Siffling der beide Mannheimer Treffer erzielte.

### Trainer
In der Saison 1935/36 war der vorherige Aktive Trainer des VfL Neckarau in der Gauliga Baden. Ab 1936/37 war er als Trainer beim FV 09 Weinheim tätig.

## Privat
Der zweifache Familienvater Jakob Zeilfelder fand während des Zweiten Weltkriegs eine heimatnahe Verwendung als Flaksoldat in Mannheim und verschaffte sich in den Nachkriegsjahren in beruflicher Hinsicht ein neues Standbein. Seine bisherige Tätigkeit als Elektriker bei der Firma BBC gab er auf und führte fortan zusammen mit seiner Ehefrau eine Gastwirtschaft in Neckarau. Dem Fußballsport und „seinem VfL“ fühlte sich der Gastronom, der auch Mitinhaber eines Gerüstbauunternehmens war, zeitlebens verbunden.